# Puissance spirituelle du verbe
A  Poder Espiritual do Verbo (em francês:  Puissance spirituelle du verbe), na sigla PSV, é uma organização não governamental (ONG) denominada espiritual pelo África e despertar do homem negro em geral, criada em 23 de fevereiro de 1980 por Bavua Ntinu, e presente em 4 países africanos.

É uma ordem iniciática que preconiza a purificação espiritual de tudo o que existe pela limpeza dos corpos ao mesmo tempo espiritual, astral e físico, pelo uso do som e da luz divina, através de códigos e técnicas que permitem o contato com qualquer entidade existente ; mas, segundo seu iniciador, a ausência de mestres espirituais e verdadeiros profetas na raça negra está há anos falta, o que explica a atraso dos negros e principalmente seu desconhecimento da grandeza do universo, segundo ele.